# Litsa Diamanti
Litsa Diamanti, (ur. 4 kwietnia 1949 w Atenach) – grecka piosenkarka, znana ze współpracy z greckim wokalistą Makisem Christodoulopoulosem. Wspólnie zaśpiewali piosenkę Enas erotas megalos (pol. Wielki romans), która stała się w Grecji wielkim przebojem, wykonywanym następnie przez wielu innych wykonawców. Znalazła się ona na płycie o tym samym tytule z 1991 roku.